# Weilrod
Weilrod é um município da Alemanha, situado no distrito do Alto Taunus, no estado de Hesse. Tem 71,16 km² de área, e sua população em 2019 foi estimada em 6.493 habitantes.

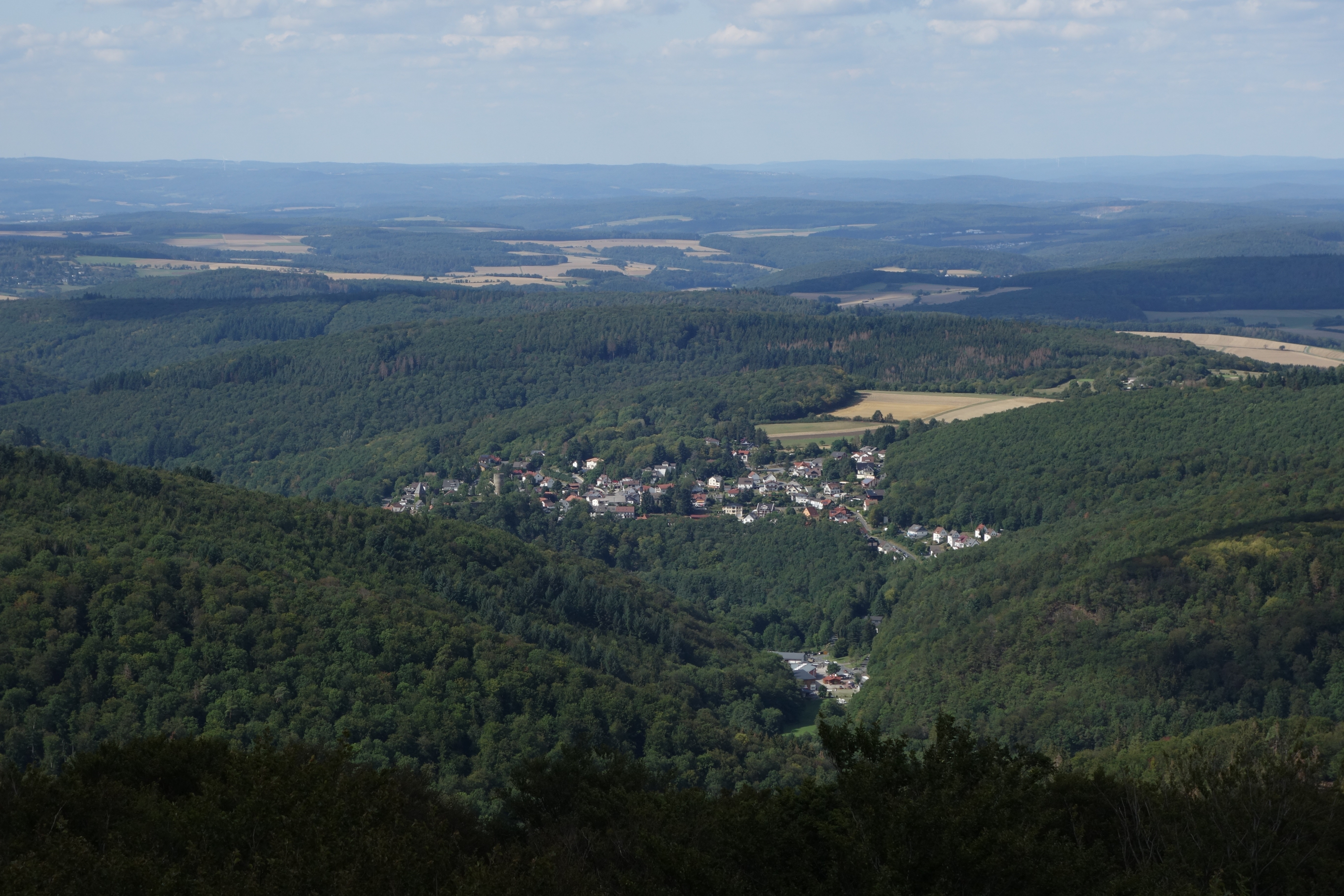
O distrito de Altweilnau visto do sul, da torre de observação na montanha Pferdkopf